# Liste des épisodes d'American Horror Story

Cet article présente l'intégralité des épisodes de la série d'anthologie horrifique American Horror Story.

## Panorama des saisons
| Saison | Saison | Nombre d'épisodes | Diffusion originale sur FX | Diffusion originale sur FX | Diffusion originale sur FX |
| Saison | Saison | Nombre d'épisodes | Années                     | Début de saison            | Fin de saison              |
| ------ | ------ | ----------------- | -------------------------- | -------------------------- | -------------------------- |
|        | 1      | 12                | 2011                       | 5 octobre 2011             | 21 décembre 2011           |
|        | 2      | 13                | 2012-2013                  | 17 octobre 2012            | 23 janvier 2013            |
|        | 3      | 13                | 2013-2014                  | 9 octobre 2013             | 29 janvier 2014            |
|        | 4      | 13                | 2014-2015                  | 8 octobre 2014             | 21 janvier 2015            |
|        | 5      | 12                | 2015-2016                  | 7 octobre 2015             | 13 janvier 2016            |
|        | 6      | 10                | 2016                       | 14 septembre 2016          | 16 novembre 2016           |
|        | 7      | 11                | 2017                       | 5 septembre 2017           | 14 novembre 2017           |
|        | 8      | 10                | 2018                       | 12 septembre 2018          | 14 novembre 2018           |
|        | 9      | 9                 | 2019                       | 18 septembre 2019          | 13 novembre 2019           |
|        | 10     | 10                | 2021                       | 25 août 2021               | 20 octobre 2021            |
|        | 11     | 10                | 2022                       | 19 octobre 2022            | 16 novembre 2022           |
|        | 12     | 9                 | 2023-2024                  | 20 septembre 2023          | 24 avril 2024              |

## Liste des épisodes

### Première saison:Murder House(2011)
Composée de douze épisodes, la première saison a été diffusée du 5 octobre 2011 au 21 décembre 2011 sur FX, aux États-Unis.
1. La Maison (Pilot)
2. Intrus (Home Invasion)
3. La Maison de l'horreur (Murder House)
4. Halloween, première partie (Halloween: Part One)
5. Halloween, deuxième partie (Halloween: Part Two)
6. Monsieur le porc (Piggy Piggy)
7. Propriété à vendre (Open House)
8. L'Homme en latex (Rubber Man)
9. Le Dahlia noir (Spooky Little Girl)
10. L'Aveu (Smoldering Children)
11. La Naissance (Birth)
12. Trois ans plus tard (Afterbirth)

### Deuxième saison:Asylum(2012)
En novembre 2011, la série a été renouvelée pour une deuxième saison de treize épisodes. Elle a été diffusée du 17 octobre 2012 au 23 janvier 2013 sur FX, aux États-Unis et au Canada.
1. Bienvenue à Briarcliff (Welcome to Briarcliff)
2. Exorcisme (Tricks and Treats)
3. La Tempête (Nor'easter)
4. Anne Frank, première partie (I Am Anne Frank: Part One)
5. Anne Frank, deuxième partie (I Am Anne Frank: Part Two)
6. Les Origines de la monstruosité (The Origins of Monstrosity)
7. L'Ange noir (Dark Cousin)
8. Une nuit pas très sainte (Unholy Night)
9. Expériences (The Coat Hanger)
10. La Mort du diable (The Name Game)
11. Le Lait maternel (Spilt Milk)
12. Continuum (Continuum)
13. L'orage qui menace (Madness Ends)

### Troisième saison:Coven(2013)
Le 15 novembre 2012, la série a été renouvelée pour une troisième saison de treize épisodes. Elle a été diffusée du 9 octobre 2013 au 29 janvier 2014 sur FX, aux États-Unis et au Canada.
1. Les Sorcières de la Nouvelle-Orléans (Bitchcraft)
2. Résurrection (Boy Parts)
3. Succession (The Replacements)
4. Petites Farces entre amies (Fearful Pranks Ensue)
5. Brûle, Sorcière, Brûle! (Burn, Witch, Burn!)
6. L'Homme à la hâche (The Axeman Cometh)
7. Tous morts (The Dead)
8. La Prise sacrée (The Sacred Taking)
9. Chasseur de sorcières (Head)
10. Voie céleste, voie démoniaque (The Magical Delights of Stevie Nicks)
11. La Protection de l'assemblée (Protect the Coven)
12. Va en enfer (Go to Hell)
13. Les Sept Merveilles (The Seven Wonders)

### Quatrième saison:Freak Show(2014)
Le 6 novembre 2013, la série a été renouvelée pour une quatrième saison de treize épisodes. Elle a été diffusée du 8 octobre 2014 au 21 janvier 2015 sur FX, aux États-Unis et au Canada.
1. Les Monstres sont parmi nous (Monsters Among Us)
2. Massacres et Matinées (Massacres and Matinees)
3. Edward Mordrake, première partie (Edward Mordrake: Part One)
4. Edward Mordrake, deuxième partie (Edward Mordrake: Part Two)
5. Petites Douceurs (Pink Cupcakes)
6. La Cible (Bullseye)
7. Force brute (Test of Strength)
8. Bain de sang (Blood Bath)
9. Vente sanglante (Tupperware Party Massacre)
10. Les Orphelins (Orphans)
11. Chester, le ventriloque (Magical Thinking)
12. Coupée en deux (Show Stoppers)
13. Épilogue (Curtain Call)

### Cinquième saison:Hotel(2015)
Le 13 octobre 2014, la série a été renouvelée pour une cinquième saison de douze épisodes diffusée du 7 octobre 2015 au 13 janvier 2016.
1. L'Hôtel Cortez (Checking In)
2. Défilé de mode (Chutes and Ladders)
3. Maman chérie (Mommy)
4. La nuit du diable (Devil's Night)
5. Service d'étage (Room Service)
6. Chambre 33 (Room 33)
7. Mise en scène (Flicker)
8. Le Tueur aux dix commandements (The Ten Commandments Killer)
9. Le Mariage (She Wants Revenge)
10. Vengeance ! (She Gets Revenge)
11. Battle Royale (Battle Royale)
12. Les Fantômes de l'hôtel (Be Our Guest)

### Sixième saison:Roanoke(2016)
Le 10 novembre 2015, la série a été renouvelée pour une sixième saison de dix épisodes diffusée du 14 septembre au 16 novembre 2016. La saison est divisée en deux parties : Cauchemar à Roanoke et Retour à Roanoke: Trois Jours en Enfer.
1. Chapitre 1 (Chapter 1)
2. Chapitre 2 (Chapter 2)
3. Chapitre 3 (Chapter 3)
4. Chapitre 4 (Chapter 4)
5. Chapitre 5 (Chapter 5)
6. Chapitre 6 (Chapter 6)
7. Chapitre 7 (Chapter 7)
8. Chapitre 8 (Chapter 8)
9. Chapitre 9 (Chapter 9)
10. Chapitre 10 (Chapter 10)

### Septième saison:Cult(2017)
La saison se compose de onze épisodes. Elle est diffusée du 5 septembre 2017 au 14 novembre 2017.
1. Soir d'élection (Election Night)
2. Terreur nocturnes (Don't Be Afraid of the Dark)
3. Psychose (Neighbors from Hell)
4. 9 Novembre (11/9)
5. Trypophobie (Holes)
6. L’assassin est parmi nous (Mid-Western Assassin)
7. Andy Warhol contre le SCUM (Valerie Solanas Died for Your Sins: Scumbag)
8. Winter reste de glace (Winter of Our Discontent)
9. Poison (Drink the Kool-Aid)
10. Charles (Manson) s'en charge (Charles (Manson) in charge)
11. Grandeur retrouvée (Great Again)

### Huitième saison:Apocalypse(2018)
La saison se compose de dix épisodes. Elle est diffusée à partir du 12 septembre 2018 sur FX, aux États-Unis, jusqu'au 14 novembre 2018.
1. La Fin du monde (The End)
2. Le Jour d'après (The Morning After)
3. Le Fruit défendu (Forbidden Fruit)
4. Serait-ce... Satan ? (Could It Be... Satan?)
5. Le Jeune prodige (Boy Wonder)
6. Retour dans la maison de l'horreur (Return to Murder House)
7. Trahison (Traitor)
8. La Maison du Diable (Sojourn)
9. Le Règne du feu (Fire and Reign)
10. Apocalypse ce sera  (Apocalypse Then)

### Neuvième saison:1984(2019)
La saison se compose de neuf épisodes. Elle est diffusée à partir du 18 septembre 2019 sur FX, aux États-Unis, jusqu'au 13 novembre 2019.
1. Le Camp Redwood (Camp Redwood)
2. Le Fantôme du camp Redwood  (Mr. Jingles)
3. Slash Dance (Slashdance)
4. Tueurs contre tueurs  (True Killers)
5. L'Aube sanglante (Red Dawn)
6. Exécution (Episode 100)
7. La Dame en Blanc (The Lady in White)
8. Repose en pièces (Rest in Pieces)
9. La Survivante (Final Girl)

### Dixième saison:Double Feature(2021)
La saison se compose de dix épisodes et est divisée en deux parties : Red Tide et Death Valley. Elle est diffusée à partir du 25 août 2021 sur FX, aux États-Unis, jusqu'au 20 octobre 2021. 
1. Mort à Cap Cod (Cape Fear)
2. Pâle comme la mort (Pale)
3. Le goût du sang (Thirst)
4. Buffet sanglant (Blood Buffet)
5. Hantise (Gaslight)
6. Mortel hiver (Winter Kills)
7. Conduisez-moi à votre chef (Take Me To Your Leader)
8. Conflit intérieur (Inside)
9. Lune bleue (Blue Moon)
10. L'avenir parfait (The Future Perfect)

### Onzième saison:NYC(2022)
La saison se compose de dix épisodes. Elle est diffusée à partir du 19 octobre 2022 sur FX, aux États-Unis, jusqu'au 16 novembre 2022. 
1. Quelque chose va se passer (Something's Coming)
2. Merci pour votre sacrifice (Thank You For Your Service)
3. Signaux de fumée (Smoke Signals)
4. Obscurité totale (Black Out)
5. Cartes maudites (Bad Fortune)
6. Le corps (The Body)
7. La sentinelle (The Sentinel)
8. Fire Island (Fire Island)
9. Requiem 1981/1987 : 1ère partie (Requiem 1981/1987: Part One)
10. Requiem 1981/1987 : 2e partie (Requiem 1981/1987: Part Two)

### Douzième saison:Delicate(2023)
Composée de neuf épisodes et séparée en deux parties, la douzième saison est diffusée à partir du 20 septembre 2023 sur FX, aux États-Unis, jusqu'au 18 octobre 2023 pour la première partie et ses cinq épisodes. 
La deuxième partie, constituée des quatre derniers épisodes, est diffusée à partir du 3 avril 2024, toujours sur FX, jusqu'au 24 avril. 
1. Augmenter la souffrance (Multiply Thy Pain)
2. Dors, mon beau bébé (Rockabye)
3. Point de non-retour (When The Bough Breaks)
4. Le jumeau disparu (Vanishing Twin)
5. Mme Preecher (Preech)
6. Vernissage (Opening Night)
7. Ave Hestia (Ave Hestia)
8. Le petit homme en or (Little Gold Man)
9. L'auteure (The Auteur)